# Lasek (powiat otwocki)
Lasek – wieś sołecka w Polsce, położona w województwie mazowieckim, w powiecie otwockim, w gminie Celestynów. 
| SIMC    | Nazwa     | Rodzaj    |
| ------- | --------- | --------- |
| 0000939 | Skarbonka | część wsi |
| 0000945 | Strzępki  | część wsi |

W latach 1975–1998 wieś należała administracyjnie do województwa warszawskiego.
W 1884 roku miejscowość zamieszkana była przez 3 mieszkańców i nosiła wtedy nazwę Lasek Otwocki. Należała wówczas do parafii Karczew wchodzącej w skład gminy Otwock. Od 1952 roku miejscowość weszła w skład gminy Celestynów. Na terenie wsi położony był majątek "Skarbonka" należący do profesora Edmunda Jankowskiego. Obecnie na jej terenie znajduje się filia Instytutu Wysokich Ciśnień UNIPRESS - ośrodka Polskiej Akademii Nauk, kierowanego przez prof. Sylwestra Porowskiego.